# Lácar
Lácar (španělsky: Lago Lácar) je jezero ledovcového původu v provincii Neuquén v Argentině. Je sevřené řetězcem And, leží ve nadmořské výšce 630 m. Jezero má rozlohu 55 km² s průměrnou hloubkou 167 m a s maximem 277 m. Jeho povodí má plochu 1048 km².

## Pobřeží
Území v okolí jezera je téměř neobývané, výjimkou je malé město San Martín de los Andes na jeho severovýchodním pobřeží.

## Vodní režim
Jako jedno z mála argentinských jezer odvádí své vody prostřednictvím řeky Hua-Hum přes Chile do Tichého oceánu.